# Thumeritzbach
Der Thumeritzbach ist ein rechter Zufluss zur Thaya bei Drosendorf in Niederösterreich.
Der Bach entspringt in Irnfritz und fließt nordwärts über Wappoltenreith und Trabenreith ab, wo er den Almosengraben aufnimmt und bei Wenjapons den aus Klein-Ulrichschlag kommenden Gänsgraben. Nach Japons mündet der aus dem Thumeritzer Sasswald kommende Jodlmoosgraben ein und weitere Zubringer bei Ober- und Unterthumeritz. Bei Geras, wo auch der Piegerbach einfließt, befinden sich die Eichmühle, die Mittermühle und die Finstermühle und zuletzt nimmt der Thumeritzbach noch den aus Zissersdorf kommenden Bründlbach sowie den Kottauner Bach auf, der oberhalb von Kottaun entspringt.
Schließlich mündet der Thumeritzbach zwischen Drosendorf Stadt und Drosendorf Altstadt rechtsseitig in die Thaya ein. Sein Einzugsgebiet umfasst 92,2 km² in stellenweise bewaldeter Landschaft.
Der Bach wurde im Jahr 1242 („apud aquam Tumbraz“) erstmals schriftlich erwähnt. Der Name leitet sich von dem slawischen Personennamen *Domaradъ ab.